# Hipótesis Shiva

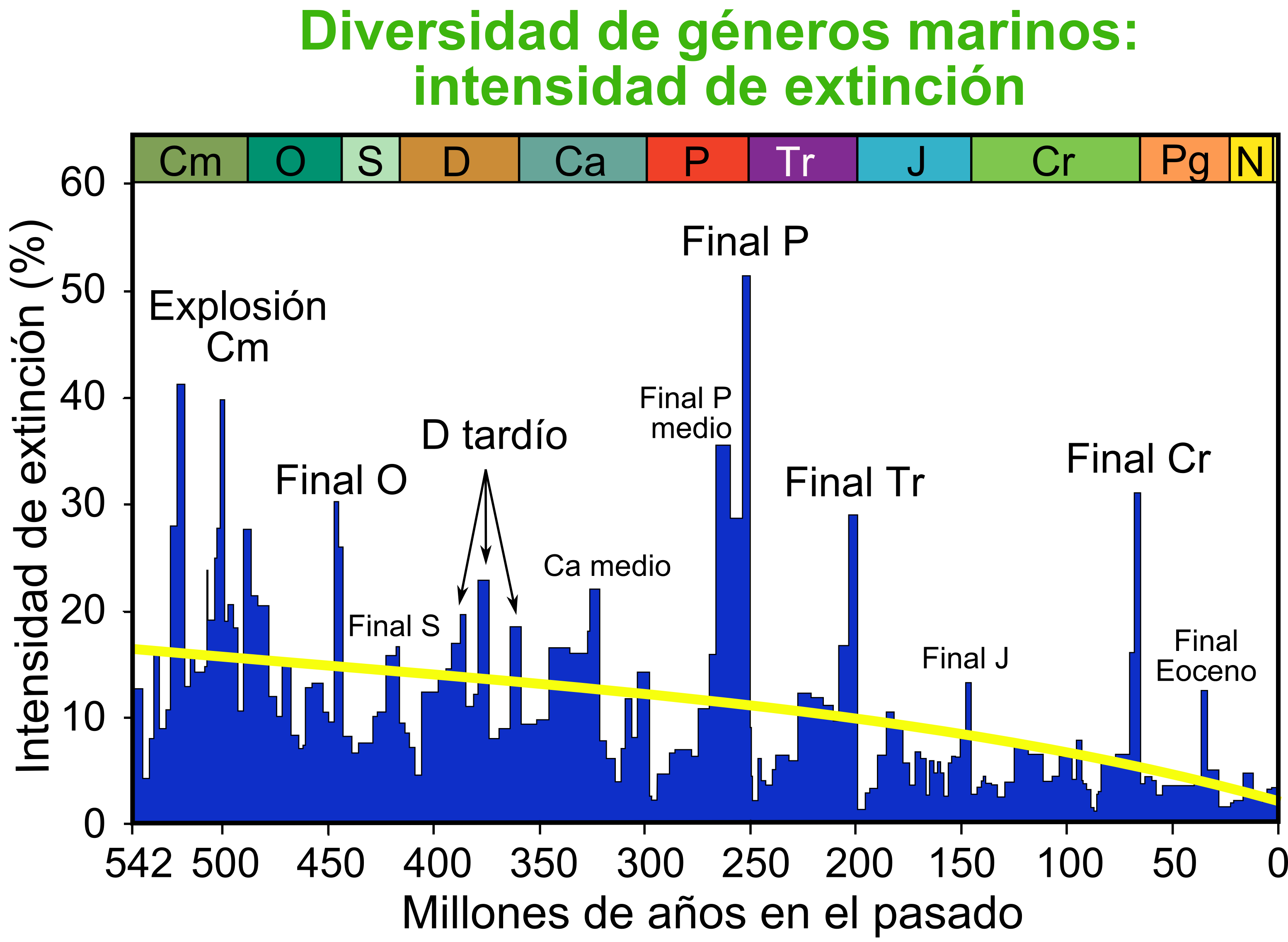
Gráfico que muestra la intensidad de extinción relativa en los últimos 550 millones de años.

Representación del cinturón de Kuiper y de las nubes de Oort.

La hipótesis Shiva es un modelo astrogeológico que trata de explicar la aparente periodicidad de las extinciones masivas en el registro geológico. Toma su nombre del dios de la destrucción hindú.
La hipótesis la formuló Michael Rampino, de la Universidad de Nueva York, y mantiene que las extinciones masivas se producen de acuerdo con unos ciclos originados por el movimiento del sistema solar al cruzar el plano medio galáctico (más denso) cada 30 millones de años, provocando una mayor probabilidad de inestabilidad en las nubes de Oort y el cinturón de Kuiper. Este fenómeno podría desviar cometas hacia el interior del sistema solar, provocando un impacto meteorítico sobre la Tierra, que originaría una crisis biótica.